# Stanisława Leszczyńska
Stanisława Leszczyńska, née le 8 mai 1896 à Łódź (Pologne) et morte le 11 mars 1974 dans la même ville, est une sage-femme polonaise qui, pendant son incarcération au camp de concentration d'Auschwitz pendant la Seconde Guerre mondiale, a fait naître plus de 3 000 enfants.
Elle est candidate à la canonisation par l'Église catholique. Plusieurs hôpitaux, rues et organisations européennes portent aujourd'hui son nom.

## Biographie
Stanisława Leszczyńska naît au sein d'une famille polonaise catholique. Ses parents s'appellent Jan et Henryka Zambrzycki. Elle grandit dans le quartier de Bałuty à Łódź, sous le régime tsariste. Lorsqu'elle est enfant, son père est enrôlé dans l'armée impériale et envoyé au Turkestan. Sa mère travaille douze heures à l'usine de Poznański, ce qui lui permet d'envoyer sa fille à l'école. Au retour de son père, en 1908, la famille part au Brésil, en espérant une vie meilleure, mais ils reviennent au bout de deux ans. Stanisława termine ses études en 1914, alors qu'est déclarée la Première Guerre mondiale. Son père est de nouveau enrôlé par l'armée, tandis qu'elle reste avec sa mère et ses deux jeunes frères. En 1916, elle se marie à Bronisław Leszczyński.
Elle donne naissance à un fils, Bronisław, en 1917, puis à une fille, Sylwia, deux ans plus tard. En 1920, elle déménage avec la famille à Varsovie. Elle s'inscrit à l'école des sages-femmes et termine ses études en 1922. Elle revient alors à Łódź où elle travaille en tant que sage-femme, et donne naissance à deux fils, Stanisław et Henryk.
Après l'invasion de la Pologne par l'Allemagne nazie au début de la Seconde Guerre mondiale, la famille Leszczyński doit déménager car la rue où ils habitent est intégrée au ghetto de Lodz, créé par le régime nazi pour rassembler les Juifs. Les Leszczyński commencent alors à aider les Juifs du ghetto en leur livrant produits alimentaires et faux documents. Le 18 février 1943, Stanisława est prise en flagrant délit. Elle est arrêtée par la Gestapo, ainsi que ses enfants Sylwia, Stanislaw et Henryk. Son mari et son fils Bronisław parviennent à s'échapper. Les deux garçons sont envoyés au camp de Mauthausen. Stanisława ne reverra jamais son mari, tué pendant l'insurrection de Varsovie.

## Camp de concentration d'Auschwitz
Stanisława Leszczyńska et sa fille de 24 ans Sylwia, étudiante en médecine, sont envoyées au camp de concentration d'Auschwitz le 17 avril 1943, et sont affectées au camp de maternité. Stanisława y rencontre Josef Mengele. On lui demande d'euthanasier les nouveau-nés après les accouchements. Elle accepte mais ne le fait pas, trouvant des stratagèmes pour cacher les bébés auprès de leurs mères.
Des années plus tard, elle écrit un rapport intitulé Raport położnej z Oświęcimia (Le Rapport d'une sage-femme d'Auschwitz). Elle y décrit les sévices commis, notamment les infanticides de nouveau-nés. Elle estime que sur les 3000 accouchements qu'elle a réalisés, près de 2500 nouveau-nés n’ont pas survécu, victimes de la faim, du froid ou de la noyade. Quelques centaines d'autres, avec des yeux bleus, sont enlevés pour être « germanisés ». Seuls une trentaine de nourrissons survivent auprès de leurs mères. Stanisława reste attachée au camp jusqu'à sa libération le 27 janvier 1945
Leszczyńska rentre ensuite à Łódź et retrouve ses enfants, de retour des camps de travail forcé. Elle reprend son activité de sage-femme. Le 27 janvier 1970, elle rencontre à Varsovie plusieurs des femmes dont elle s'est occupée à Auschwitz, et leurs enfants nés dans le camp. Elle meurt quatre ans plus tard.
En 1983, l'école des obstétriciens à Cracovie est renommée en son honneur.